# Artur Gajek
Artur Gajek (Bergisch Gladbach, 18 april 1985) is een Duits voormalig wielrenner.

## Belangrijkste overwinningen
2006
Rund um den Sachsenring
1e etappe Ronde van Tenerife (ploegentijdrit)
Omloop van het Houtland

## Resultaten in voornaamste wedstrijden
| Jaar | Ronde van Italië | Ronde van Frankrijk | Ronde van Spanje |
| ---- | ---------------- | ------------------- | ---------------- |
| 2006 |                  |                     |                  |
| 2007 |                  |                     |                  |
| 2008 |                  |                     | opgave           |
| 2009 |                  |                     |                  |

| Jaar | Gent-Wevelgem | Ronde van Vlaanderen | Parijs-Roubaix | Luik-Bast.‑Luik |
| ---- | ------------- | -------------------- | -------------- | --------------- |
| 2006 |               |                      | opgave         |                 |
| 2007 |               |                      | opgave         |                 |
| 2008 | 138e          |                      |                | opgave          |
| 2009 |               | opgave               |                |                 |

## Ploegen
- 2004- Winfix-Arnolds Sicherheit
- 2005- AKUD Arnolds Sicherheit
- 2006- Team Wiesenhof AKUD
- 2007- Team Wiesenhof-Felt
- 2008- Team Milram
- 2009- Team Milram
- 2010- Team Milram